# Luna de fuego
Luna de Fuego è il secondo album discografico in studio del gruppo musicale francese di origine gitana spagnola Gipsy Kings, pubblicato nel 1983.

## Tracce
1. Amor d'un Dia – 4:46
2. Luna De Fuego – 3:27
3. Calaverada – 2:39
4. Galaxia – 2:53
5. Ruptura – 4:26
6. Gipsyrock – 3:54
7. Viento Del Arena – 4:47
8. Princessa – 3:22
9. Olvidado – 2:31
10. Ciento – 3:19